# Chaetostoma mollinasum
Chaetostoma mollinasum är en fiskart som beskrevs av Pearson, 1937. Chaetostoma mollinasum ingår i släktet Chaetostoma och familjen Loricariidae. Inga underarter finns listade i Catalogue of Life.